# Черноморец (футбольный клуб, Севастополь)
«Черноморец» (укр. Чорноморець) — украинский футбольный клуб из Севастополя. Проводил домашние матчи на стадионе СК «Севастополь».

## История
Клуб был создан в 1994 году и комплектовался, в основном, военнослужащими Черноморского флота РФ. В первые годы своего существования команда участвовала в чемпионате АР Крым, где стала победителем в дебютном сезоне, а последующих двух выиграла серебряные награды. В 1996 году, после расформирования севастопольской «Чайки», по инициативе главного тренера «Черноморца» Василия Бориса и при поддержке заместителя командующего ЧФ Геннадия Сучкова, а также главы севастопольского спорткомитета Василия Трубникова, команда получила финансирование из городского бюджета и была заявлена для участия в любительском чемпионате Украины, где вышла в финальный турнир, в итоге став в дебютном сезоне четвёртой, уступив в матче за третье место долинскому «Нефтянику». Перед началом следующего сезона «Черноморец» прошёл аттестацию для участия во второй лиге Украины.
Первый матч на профессиональном уровне клуб провёл 31 июля 1997 года, в Мелитополе сыграв вничью с местным «Торпедо» со счётом 1:1, дебютный гол команды забил Игорь Ершов. Несмотря на то, что у команды возникли проблемы с составом (военнослужащие ЧФ РФ считались в Украине легионерами и по регламенту не могли выступать во второй лиге, в связи с чем команда формировалась в основном из бывших игроков и воспитанников юношеской школы расформированной «Чайки»), «Черноморец» стал одним из «середняков» лиги, завершив дебютный сезон на 9-й позиции в турнирной таблице. Со временем количество игроков «Чайки» (к тому времени возрождённой и выступавшей в местных соревнованиях) в клубе возрастало, однако переходить в «Черноморец» на полноценной основе они не спешили, да и сам финансировавшийся из городского бюджета клуб был не в состоянии выплачивать им зарплаты на одном уровне с зарабатывавшей самостоятельно «Чайкой». В связи с этим, в конце сезона 1999/2000 команда спонсировалась уже руководством ФК «Чайка», но продолжила выступления под названием «Черноморец». По окончании сезона клуб был снят с чемпионата, а уже в чемпионате 2001—2002 годов Севастополь во второй лиге представляла «Чайка-ВМС»
Ряд источников считает «Черноморец» частью истории «Чайки»

## Достижения
- Чемпионат АР Крым
  - Победитель: 1994/95
  - Серебряный призёр (2): 1995/96, 1996/97
- Кубок АР Крым
  - Победитель (2): 1996, 1997

## Выступления в чемпионатах Украины
| Сезон   | Дивизион            | Место в чемпионате | И  | В  | Н  | П  | ГЗ | ГП | О  | Кубок Украины                 |
| ------- | ------------------- | ------------------ | -- | -- | -- | -- | -- | -- | -- | ----------------------------- |
| 1997/98 | Вторая лига Украины | 9 из 17            | 32 | 10 | 11 | 11 | 32 | 33 | 41 | Предварительный этап          |
| 1998/99 | Вторая лига Украины | 8 из 16            | 26 | 9  | 9  | 8  | 27 | 25 | 36 | 1/128 финала                  |
| 1999/00 | Вторая лига Украины | 11 из 14           | 26 | 10 | 2  | 14 | 33 | 47 | 32 | Кубок Второй лиги 1/32 финала |

## Главные тренеры
- Василий Борис (1994—1999)
- Валерий Петров (1999)
- Сергей Диев (2000)